# Омутная (приток Китата)
Омутная — река в Томской области России, левый приток Китата. Устье находится в 34 км от устья Китата по левому берегу. Длина реки составляет 31 км.
В 11 км от устья по левому берегу впадает река Щербак.

## Данные водного реестра
По данным государственного водного реестра России относится к Верхнеобскому бассейновому округу,
 речной бассейн реки — (Верхняя) Обь до впадения Иртыша,
 речной подбассейн реки — Чулым,
 водохозяйственный участок реки — Чулым от в/п с. Зырянское до устья.
Код водного объекта — 13010400312115200021025.